# Tarimbang
Tarimbang is een bestuurslaag in het regentschap Oost-Soemba van de provincie Oost-Nusa Tenggara, Indonesië. Tarimbang telt 1230 inwoners (volkstelling 2010).